# ZMapp
ZMapp é uma droga experimental resultante da combinação de três anticorpos monoclonais (gerados pela clonagem de uma única célula) - produzidos em plantas como o tabaco - e, depois, "humanizados".  Dois voluntários americanos infectados pelo ebolavírus parecem ter sido salvos pela ação do medicamento. Ressalta-se que o ZMapp nunca tinha sido testado em seres humanos, porém os resultados obtidos em macacos eram promissores (dos oito animais testados, seis sobreviveram à infecção).
Foi administrado pela primeira vez em agosto de 2014, nos pacientes Kent Brantly e Nancy Whitebol. As doses deste medicamento (ZMapp) foram enviadas para a Libéria, na esperança de restaurar as condições mínimas de saúde dos missionários para permitir o seu transporte para os Estados Unidos da América. No caso de Kent Brantly, a recuperação surpreendeu todos. Brantly tinha dificuldade para respirar e chegou a afirmar que iria morrer. Apenas uma hora depois de receber o soro, Brantly já estava respirando normalmente. No dia seguinte, foi capaz de tomar banho sozinho e embarcou numa ambulância aérea que o levou de volta aos Estados Unidos. A recuperação de Nancy Writebol não foi tão espetacular, mas foi a suficiente para permitir o seu transporte para os EUA.
O Zmapp é produzido pela empresa Mapp Biopharmaceutical Inc, uma companhia farmacêutica americana baseada na cidade de San Diego, fundada no ano de 2003.